# Mirco Paganelli
Mirco Paganelli (San Mauro Pascoli, 5 giugno 1960) è un ex calciatore italiano, di ruolo centrocampista, che ha militato in Serie A nelle file di Torino e Pistoiese.

A destra, Mirco Paganelli in azione con la maglia del Catania

Mediano proveniente dal Bellaria, nel 1978 giunge al Torino che lo inserisce nel proprio settore giovanile. Nella stagione 1979-80 viene aggregato alla prima squadra, e l'allenatore Gigi Radice lo fa esordire in Serie A il 30 settembre 1979, in occasione della vittoria esterna contro l'Avellino, per sostituire a fine primo tempo l'infortunato Pecci. A fine stagione le sue presenze in prima squadra saranno cinque.
Nell'estate 1980 viene ceduto in prestito alla Pistoiese, formazione al suo esordio assoluto in massima serie. Partito inizialmente come rincalzo e spesso quindi destinato in panchina, Paganelli trova gradualmente sempre maggiore spazio in formazione, riuscendo ad imporsi come mediano solido e fisicamente molto dotato (l'altezza di 1.88 m è per l'epoca quasi da corazziere) e scendendo in campo in 25 occasioni, realizzando due reti, in occasione di altrettante vittorie contro Brescia e Catanzaro: quest'ultima è particolarmente rilevante in quanto è la prima vittoria esterna in A nella storia dei toscani e vale un provvisorio sesto posto in classifica. A fine stagione la Pistoiese conclude tuttavia all'ultimo posto con conseguente immediato ritorno fra i cadetti.
Mentre si attende la sua definitiva esplosione, Paganelli, rientrato al Torino per fine prestito, subisce un gravissimo infortunio che ne determina un lunghissimo stop e di fatto ne compromette la carriera. Riappare nella stagione 1982-83 nel Catania, disputando 15 incontri fra i rossazzurri e contribuendo alla promozione in massima serie. Tuttavia i problemi fisici non finiscono e ne impediscono la prosecuzione della carriera ad altri livelli.
A metà anni ottanta milita nella SPAL che in C1 che sfiora ripetutamente la promozione in Serie B; in questo periodo compie le ultime apparizioni ad alto livello disputando due edizioni della Coppa Italia maggiore, realizzando anche una rete nell'edizione 1987-88 in occasione di una sfida contro il Messina.
In carriera ha complessivamente totalizzato 30 presenze e 2 reti in Serie A e 15 presenze in Serie B.